# Присутност (роман)
Присутност (енгл. Being There) је сатирични роман пољског писца Јежија Косинског, објављен 21. априла 1971. године. Радња је смештена у Сједињеним Америчким Државама и прати Ченса, слабоумног баштована који несвесно постаје познати политички аналитичар и коментатор о непредвидивостима савременог света. Претпоставља се да је Косински обликовао лик Ченса према бившем управнику стакленика Џерију Џарвису, који је током касних 1960-их и раних 1970-их постао национални лидер покрета трансценденталне медитације.
По роману је 1979. снимљен филм Добро дошли, господине Ченс, за који је Косински написао сценарио заједно са Робертом К. Џоунсом.

## Радња
Ментално заостали Ченс ради као баштован за „Старог”, адвоката у пензији. Његова мајка, такође интелектуално ометена, умрла је приликом порођаја, а оца никада није упознао. Читав живот је провео у кући и башти Старог, никада не напуштајући њихове границе. Све његове потребе – храну, одећу и остало – задовољавају Стари и његова послуга. Једини његов контакт са другим људима био је са кућном помоћницом задуженом за његову непосредну бригу.
Ченс је неписмен. Његова једина интересовања су одржавање баште, за коју је дубоко везан, и гледање телевизије. Његово име, или надимак, односи се на случајне околности његовог рођења (енгл. Chance; „случај”), које никада није званично регистровано. Он се не појављује у званичним записима – никада није ишао у школу, био хоспитализован, примио социјалну помоћ или зарадио било какав приход.
Након смрти Старог, адвокати задужени за имовину обавештавају Ченса да мора да напусти кућу. Он то чини, носећи све своје ствари у коферу. Док прелази улицу, удари га лимузина у власништву Бенџамина Ренда, остарелог и тешко болесног пензионисаног директора. Елизабет Ева „Е.Е.”, његова много млађа супруга, која је била у лимузини, инсистира да Ченса прегледа њихов породични лекар и да се опорави у њиховом раскошном дому. Забуном, његово име „Ченс, баштован” (енгл. Chance, the gardener) протумачи као „Чонси Гардинер”, што постаје његов нови идентитет.
Ченс поседује само оскудне информације које је покупио са телевизије, али његови наивни и често неповезани одговори на питања и разговор тумаче се као дубоко мудри. Његове изјаве о башти и баштованству, јединој теми коју разуме, схватају се као моћне метафоре за економски раст и циклусе. Први под његов утицај пада Ренд, који га уводи у друштво моћних људи, укључујући пословне лидере, амбасадоре и председника САД. Председник га чак помиње на телевизији, након чега Ченс гостује у политичкој емисији. Сви су одушевљени његовим наступом.
Е.Е. покушава да заведе Ченса, видећи га као потенцијалног наследника њеног супруга на самрти, али без успеха. Ченс не разуме љубавне односе, ослањајући се искључиво на телевизијско знање. На једној забави, један мушкарац покушава нешто слично, такође безуспешно. Е.Е. покушава поново, али Ченс изражава став који се највише може назвати филозофијом: да је гледање боље од додира, јер обухвата више. Е.Е. се разоткрива пред њим, али он не показује јасну реакцију, па остаје нејасно шта је из тога схватио.
Председник и совјетски амбасадор покушавају да добију информације о Ченсовој прошлости, али не успевају. Њихови неуспеси додатно појачавају мистерију, а идеја да је Ченс због недостатка „историје” савршен кандидат за високу функцију, попут потпредседника, постаје све реалнија (мада се то не изричито каже).
Прича се завршава тако што Ченс напушта пријем да би нашао мир у башти. До краја остаје нејасно колико он уопште разуме догађаје кроз које је прошао током приче, која се у целини одвија током само неколико дана.

## Контроверзе
Када је Косински објавио роман Присутност, историчарка Монка Адамчик-Гарбовска написала је да је „већина пољских критичара одмах препознала [његову књигу] као верзију Каријере Никодема Дизме Тадеуша Долеге-Мостовича, романа објављеног у међуратном периоду, те је Косински оптужен за плагијат”.